# Ruth Loosli
Ruth Loosli (* 16. Juni 1959 in Aarberg) ist eine Schweizer Schriftstellerin.

## Leben
Ruth Loosli lebt und arbeitet als Schriftstellerin in Winterthur. 2011 erschien ihr Erzählband Wila, in dem sie die Geschichten einer Rebellin und Anarchistin erzählt. Die Erzählung wurde ins Französische übersetzt. Neben ihrer Tätigkeit als Autorin war Loosli Mitglied der Gruppe Literatur Winterthur und organisierte die Stadt-Safari mit. Sie ist Vorstandsmitglied der Literarischen Vereinigung Winterthur.

## Werke
- Aber die Häuser stehen noch. Littera-Verlag, Zürich 2009, ISBN 978-3-906731-29-2.
- Wila. Geschichten. Wolfbach Verlag, Zürich 2011, ISBN 978-3-906731-29-2.
- Berge falten. Gedichte. Wolfbach Verlag, Zürich 2016, ISBN 978-3-905910-76-6.
- Hungrige Tastatur. Gedichte mit Schreibbildern der Autorin. Waldgut Verlag, Frauenfeld 2019, ISBN 978-3-03740-146-0.
- Mojas Stimmen. Roman. Caracol Verlag, Frauenfeld 2021, ISBN 978-3-907296-05-9.
- Ein Reiskorn auf meiner Fingerkuppe. Gedichte. Caracol Verlag, Frauenfeld 2023, ISBN 978-3-907296-28-8.

## Auszeichnungen
- 2019: Werkbeitrag der Stadt Winterthur[2]
- 2019: Goldene Feder Kulturmagazin Coucou
- 2023: Literarische Auszeichnung der Stadt Zürich für Ein Reiskorn auf meiner Fingerkuppe[3]